# Shigeo Sawairi
Shigeo Sawairi (沢入 重雄, Sawairi Shigeo) est un footballeur japonais né le 8 mai 1963 dans la préfecture de Shizuoka au Japon.